# 1470 Carla
1470 Carla este un asteroid din centura principală, descoperit pe 17 septembrie 1938, de Alfred Bohrmann.